# Georges Kodinos
Georges Kodinos ou Codinus (en grec : Γεώργιος Κωδινός) est un érudit byzantin ayant vécu au XVe siècle, identifié comme  curopalate, c'est-à-dire dignitaire de la cour impériale, mais sur lequel on n'en sait guère plus.  
Trois ouvrages lui sont attribués par commodité de langage, puisque ce sont essentiellement des compilations impersonnelles et que deux sur les trois sont anonymes dans les manuscrits. En fait, Kodinos a été au mieux un copiste. Ces ouvrages sont les suivants :
- Les Patria (Πάτρια Κωνσταντινουπόλεως) traitant de l'histoire, de la topographie et des monuments de Constantinople. Cette compilation est divisée en cinq sections: (a) la fondation de la ville ; (b) sa situation, ses frontières et sa topographie ; (c) ses statues, œuvres d'art et autres attractions ; (d) ses édifices ; (e) la construction de la basilique Sainte-Sophie. En réalité, le traité fut d'abord composé lors du règne de Basile II, révisé et réarrangé sous Alexis Ier Comnène (1081-1118) et peut-être recopié par Kodinos dont le nom apparaît dans certains manuscrits de date récente. Les principales sources sont le livre VI de l'Histoire universelle d'Hésychios de Milet, les Parastaseis syntomoi chronikai (bref écrit anonyme du VIIIe siècle), et des textes portant sur Sainte-Sophie : une ekphrasis anonyme, le poème de Paul le Silentiaire, et le De ædificiis de Procope de Césarée.
- Le De Officiis (Τακτικόν περί τών όφφικίων τού Παλατίου Kωνσταντινουπόλεως και τής μεγάλης Έκκλησίας), un traité d'un style extrêmement rébarbatif, composé entre 1347 et 1368, sur les fonctions et dignités civiles et ecclésiastiques de Byzance ainsi que les diverses cérémonies établies à différentes époques. Il peut être comparé au De ceremoniis de Constantin Porphyrogénète ou encore aux Taktika des IXe et Xe siècles[1].
- Un résumé chronologique des événements s'étant déroulés entre le commencement du monde et la chute de Constantinople en 1453. Ce texte est maigre et peu informatif.